# Rainer Hunold
Rainer Hunold (Braunschweig, 1949. november 1. –) német színész.

## Élete
Kezdetben művészetpedagógiát és germanisztikát hallgatott, de végül is a színészet mellett határozta el magát. A berlini Max-Reinhardt színészképzőben tanult 1975 és 1977 között, ennek elvégzése után kisebb szerepeket alakított különböző német sorozatokban, majd 1978-ban a ZDF-csatornán futó Ein Mann will nach oben című sorozatban aratta első nagyobb sikerét. 1988-tól 1997-ig 90 részben alakította Rainer Franck ügyvéd szerepét a Két férfi, egy eset (Ein Fall für zwei) című bűnügyi sorozatban.
1997-től 2004-ig alakította Sommerfeld doktor szerepét az ARD-csatornán futó Dr. Sommerfeld című sorozatban.
A színész 1989 óta házas, neje Petra Offizorz, Berlinben élnek, két (1994-ben és 1995-ben született) örökbe fogadott gyerekük van (Philip és Kristina). Rainer az SOS-Gyermekfaluk nagykövete. A 90-es években az olasz nők George Clooney előtt választották meg a legszebb tévészínésznek.

## Sorozatok
- Tetthely (1978)
- Derrick (1979-1981)
- Az Öreg (1980-1986)
- A klinika (1985-1986)
- Két férfi, egy eset (1988-1997)
- Drei Damen vom Grill (1977-1991)
- Wie Pech und Schwefel (1993-1996)
- Dr. Sommerfeld (1997-2004)
- Der Staatsanwalt (2006)

### TV-filmek
- Ein Mann will nach oben (1978)
- Der Eiserne Gustav (1979)
- Das Traumhaus 1980
- Sei zärtlich, Pinguin (1982)
- Die Zweite Frau (1983)
- Mandara (1983)
- Die schöne Wilhelmine (1984)
- Engels & Consorten (1986)
- Wohin mit Willfried (1986)
- Monte Carlo (1986)
- Der Schwarze Obelisk (1988)
- Die Frosch-Intrige (1990)
- Ex und Hopp (1990)
- Kollege Otto (1991)

## Fordítás
- Ez a szócikk részben vagy egészben  a   Rainer Hunold című német Wikipédia-szócikk ezen változatának fordításán alapul.  Az eredeti cikk szerkesztőit annak laptörténete sorolja fel. Ez a jelzés csupán a megfogalmazás eredetét és a szerzői jogokat jelzi, nem szolgál a cikkben szereplő információk forrásmegjelöléseként.